# Cerro de las Ánimas
Le cerro de las Animas (en espagnol : Cerro de las Ánimas) est une haute colline située dans la sierra de las Animas, au sud de la Cuchilla Grande, et culminant à 501 m d'altitude, ce qui en fait le deuxième sommet le plus élevé de l'Uruguay après le cerro Catedral.
Jusqu'en 1973, cette colline fut considérée comme le point culminant de l'Uruguay et en 1930 elle fut même dénommée Mirador Nacional, étant flanqué à son sommet du drapeau uruguayen au bout du plus haut mât de toute l'Amérique du Sud.